# Villasexmir
Villasexmir es un municipio y localidad española de la provincia de Valladolid, en la comunidad autónoma de Castilla y León. Cuenta con una población de 67 habitantes (INE 2024).

## Toponimia
El nombre de la población tiene origen germánico formado por la unión de Villa y Sexmirus, antropónimo que fue habitual en los siglos X y XI.
Se tiene constancia de que en 1219 existía un molino en el término (Tumbo de la Espina f. 80r) y que por esa época la iglesia románica de la localidad estaba bajo la advocación de Santa María.
En el siglo XIV se tiene constancia de la pertenencia de la aldea de Villasexmir al alfoz de Torrelobatón (Becerro de las Behetrías).

## Historia

### SigloXIX
Así se describe a Villasexmir en la página 286 del tomo XVI del Diccionario geográfico-estadístico-histórico de España y sus posesiones de Ultramar, obra impulsada por Pascual Madoz a mediados del siglo XIX:

VILLASEXMIR

Lugar con ayuntamiento en la provincia, audiencia territorial y capitanía general de Valladolid (5 leguas), partido judicial de la Mota del Marqués (1 1/2), diócesis de Palencia (1 1/2).
Situado en el valle de Torrelobatón, sobre terreno pantanoso y húmedo; su clima es propenso a fiebres intermitentes malignas.
Tiene 75 casas; un pozo de buenas aguas; una escuela de instrucción primaria pagada de los fondos públicos; una iglesia parroquial (la Asunción de Nuestra Señora) servida por un cura y un sacristán.
Confina el término con los de San Salvador, Adalia, Bercero y Torrelobatón; dentro de él se encuentra una ermita (El Humilladero).
El terreno, bañado por el río Hornija, es de buena calidad; tiene buenos prados de pastos naturales.
Caminos: los locales, de herradura.
Correo: se recibe y despacha en Tordesillas.
Producciones: cereales, legumbres y buenos pastos, con los que se mantiene ganado vacuno, mular y yeguar.
Industria: la agrícola y un molino harinero.
Población: 56 vecinos, 240 almas.

Capital productivo: 442.100 reales. Imponible: 44.210.

## Geografía humana

### Demografía
Cuenta con una población de 67 habitantes (INE 2024).
| Gráfica de evolución demográfica de Villasexmir entre 1842 y 2021                                                     |
| |
| Población de derecho según los censos de población del INE. Población de hecho según los censos de población del INE. |

| 144                        | 130 | 121 | 111 | 83 | 73 |
| (Fuente: [cita requerida]) |     |     |     |    |    |

## Cultura

### Patrimonio
Iglesia de Nuestra Señora de la Asunción
Está situada en el centro de la población, junto a la carretera que lleva de Torrelobatón a Vega de Valdetronco y que atraviesa el municipio. Es de estilo mudéjar de dos naves con techo artesonado en madera con entrelazados y estrellas, que data del siglo XVI. El retablo es de estilo neoclásico con detalle y adornos rococós. El retablo mayor está presidido por una escultura de la Virgen de la Asunción, del siglo XVII, este retablo está rematado en su parte superior por un Cristo Crucificado del siglo XVI. A la izquierda de la Virgen de la asunción, hay una escultura de San Blás, patrono de la localidad. Como localidad agrícola-ganadera, hay una especial devoción a San Isidro, patrón de los agricultores y ganaderos. Entrando en la iglesia y junto a la pila bautismal, se encuentra la capilla del Beato Florentino Asensio Barroso, que fue obispo de Barbastro. Nació en Villasexmir y fue muerto y martirizado durante la guerra civil española de 1936. Fue beatificado por Juan Pablo II en 1997. El 9 de agosto se celebra en Villasexmir una fiesta en su honor.
Ermita del Cristo de la Agonía
Se encuentra situada a las afueras del pueblo, en la salida hacia San Salvador de Hornija, datando su construcción y posteriores reformas de los siglos XVII y XVIII respectivamente. El retablo barroco lo preside el cristo de la Agonía, cuya autoría se atribuye a Gregorio Fernández y alguno de sus discípulos, que se encuentra flanqueado por las imágenes de san Francisco Javier y santa Águeda.
Ermita del Villar
Aunque se encuentra situada en el término municipal de San Salvador de Hornija, su uso es compartido por los municipios de Marzales, Vega de Valdetronco, Gallegos de Hornija, San Salvador de Hornija y Villasexmir; a ella se acude en romería por los habitantes de Villasexmir el 2 de julio, cuando se celebra la festividad de Santa Isabel, patrona de la localidad.

### Fiestas
- San Blas, patrono de Villasexmir, se celebra el día 3 de febrero.
- Santa Isabel, el 2 de julio, patrona de la localidad.
- San Isidro Labrador, el 15 de mayo, patrón de agricultores y ganaderos.
- Beato Florentino Asensio Barroso, el 9 de agosto.